# Gracques
Pour les articles homonymes, voir Gracques (homonymie) et Tiberius Sempronius Gracchus.
Pour les articles ayant des titres homophones, voir GRAC et Gracq.
 (février 2016).
Si vous disposez d'ouvrages ou d'articles de référence ou si vous connaissez des sites web de qualité traitant du thème abordé ici, merci de compléter l'article en donnant les références utiles à sa vérifiabilité et en les liant à la section « Notes et références ».

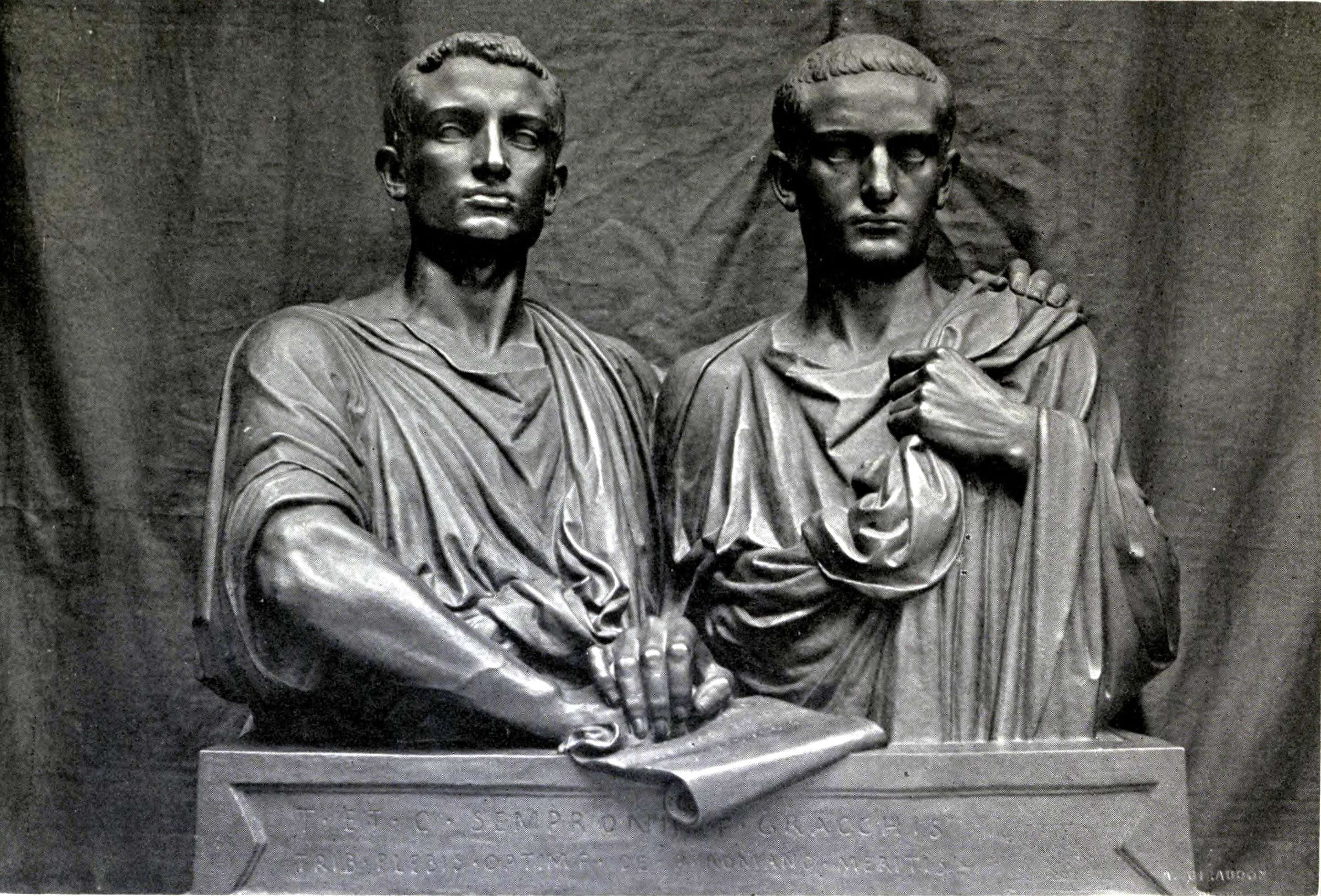
Tiberius et Caius Gracchus, œuvre d'Eugène Guillaume, XIXe siècle.

« Gracques » est le nom donné à deux frères et hommes d'État romains, Tiberius Gracchus et Caius Gracchus, connus pour leur tentative infructueuse de réformer le système social romain durant la deuxième moitié du IIe siècle av. J.-C. : Tiberius en 133 av. J.-C., puis Caius entre 123 et 121.
Issus de la nobilitas plébéienne, fils du consul Tiberius Sempronius et de Cornelia Africana, ils sont les petits-fils de Scipion l'Africain.

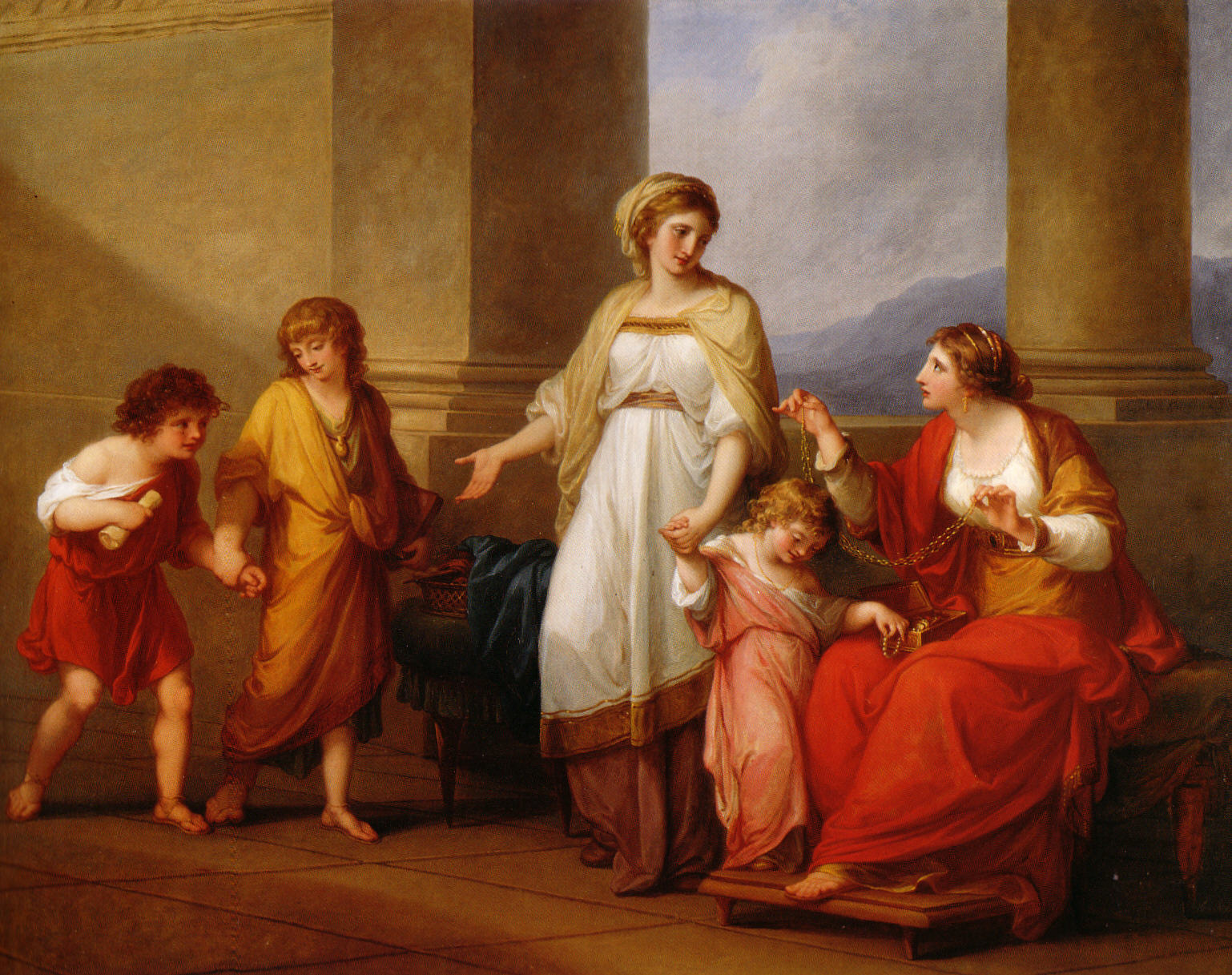
Cornelia, mère des Gracques
désignant ses enfants comme ses trésors
Angelica Kauffmann, vers 1785
Virginia Museum of Fine Arts

## Tiberius
Tiberius, né en 168 ou 163 av. J.-C., tribun de la plèbe en 133 av. J.-C., soumet une proposition de loi agraire connue sous le nom de Rogatio Sempronia (-133) qui reprend le principe de l'anadasmos, prévoyant la limitation au droit de possessio individuelle et la redistribution aux citoyens pauvres des terres récupérées.
Cette proposition va à l'encontre des intérêts des sénateurs, qui s'opposent à cette loi et achètent un autre tribun de la plèbe, Octavius, pour qu'il fasse usage de son intercessio (droit de veto). Tiberius en appelle au peuple pour destituer Octavius, une première, et la loi est votée.
Tiberius se représente à un second tribunat, lors de l'été 133 av. J.-C., pour l'année 132 ; ce nouveau mandat lui est refusé. Il décide de faire pression sur l'assemblée avec quelques partisans. Une émeute conduite par le Grand Pontife Scipion Nasica éclate, au cours de laquelle Tiberius est tué ainsi que 300 de ses partisans. Le corps de Tiberius sera jeté dans le Tibre.

## Caius
Caius, né en 154 av. J.-C., est à son tour élu tribun de la plèbe en 124 av. J.-C. pour l'année 123 av. J.-C. Il ambitionne de diminuer les pouvoirs du Sénat romain et d'accroître ceux des comices afin de relever la République. Il s'alloue les faveurs de la plèbe et des chevaliers, principaux opposants au Sénat, avec plusieurs lois dont ils sont bénéficiaires.
Il tente dans un second temps de faire passer sa réforme agraire, qui va dans le même sens que celle de son frère :
- la juridiction des triumvirs, supprimée en 129 av. J.-C., est rétablie ;
- les assignations de terre passent de trente à deux cents jugères pour permettre aux citoyens pauvres d'améliorer leur condition sociale ;
- la création de colonies afin de soutenir son projet : deux en Italie et une à Carthage.

Cela lui procure une grande popularité et lui permet de se faire réélire tribun de la plèbe en 123 av. J.-C. Pour lutter contre lui, le Sénat utilise le tribun Marcus Livius Drusus, qui surenchérit sur les lois de Caius, détournant l'attention du peuple, et fait voter une loi supprimant les vectigales (redevances de l'ager publicus), exonérant les grands propriétaires et donc beaucoup de sénateurs.
Caius réplique en proposant la création d'une colonie de six mille hommes sur le site de Carthage et l'octroi de la citoyenneté romaine complète aux Latins et partielle (sine suffragio) aux Italiens afin de s'attirer leurs faveurs. Mais les propositions de Caius sont trop avancées pour la Rome de l'époque. Caius perd l'appui d'une partie du peuple et celui du consul Caius Fannius Strabo, dont il avait soutenu l'élection. Lorsque Caius part superviser la construction de la colonie à Carthage, ses adversaires en profitent pour le discréditer. Lors de l'élection des tribuns pour l'année 121 av. J.-C., il n'est pas réélu. Aussitôt, une loi ordonne le démantèlement de la colonie de Carthage.
Caius tente alors de faire sécession avec ses partisans comme la plèbe jadis avait fait sécession contre les patriciens au Mont Sacré. Le Sénat réplique en promulguant un senatus consultum ultimum qui autorise l'élimination de Caius par n'importe quel moyen. Caius et son esclave fuient et arrivent au bois sacré de Furrina, sur le Janicule, où ils trouvent la mort en 121 av. J.-C.
C'est la première fois, mais non la dernière, qu'un senatus consultum ultimum est prononcé et qu'une telle vague de violence envahit Rome à cause de divergences politiques.

## Inspiration

### Pseudonyme
- Gracchus Babeuf, de son vrai nom François Noël Babeuf, prit ce pseudonyme en raison des réformes sociales tentées par les Gracques.
- Julien Gracq, de son vrai nom Louis Poirier, prit ce pseudonyme en référence à Julien Sorel et aux Gracques.
- Créé pendant la campagne présidentielle française de 2007, un groupe informel d'anciens hauts fonctionnaires socialistes signent sous le pseudonyme des Gracques.

### Interprétation de Machiavel
Au chapitre IX du Prince, Nicolas Machiavel pose comme règle que le Prince doit non seulement vivre parmi ses sujets, mais aussi asseoir son pouvoir dessus. Toutefois, en cas de temps de périls, le peuple connaît une propension à se replier sur ses us et coutumes et, par là même, sur ceux qui en sont porteurs (les magistrats). Un Prince nouveau, ayant mal fondé son pouvoir naissant, risquerait, en ce sens, de se faire abandonner de ses sujets. « Témoins les Gracques qui, si bons tribuns fussent-ils, ne purent compter sur le peuple pour les défendre contre les Sénateurs », dit Machiavel.